# 西庄 (颜村)
西庄是中国广东省广州市从化区的一个自然村。在太平镇东面约8千米，属颜村村管辖。因村在西面得名。1998年时，全村人口57人。